# Herzogtum Villeroy
Das Herzogtum Villeroy wurde im September 1651 für Nicolas (V.) de Neufville (1598–1685), seit 1646 Marschall von Frankreich, errichtet. Dessen Vater Charles de Neufville, Seigneur de Villeroy, war 1610 zum Marquis de Villeroy erhoben worden.
Die Linie der Herzöge von Villeroy erlosch im Jahr 1794, als der 5. Herzog Gabriel Louis François de Neufville unter der Guillotine starb.
Zentrum des Herzogtums war das Château de Villeroy in Mennecy, das Nicolas (III.) de Neufville († 1598) im 16. Jahrhundert bauen ließ und das zwischen 1798 und 1819 abgerissen wurde.

## Seigneurs de Villeroy
- Jean Le Gendre, Seigneur de Villeroy etc., Bruder von Pierre Le Gendre, Seigneur d’Alincourt, Trésorier de France
- Geneviève Le Gendre, Dame de Villeroy, d’Alincourt etc., dessen Tochter; ⚭ Nicolas (I.) de Neufville († 1549), Seigneur de l’Équipée (bei Beauvais), Trésorier de France (Neufville de Villeroy)
- 1524–1553: Nicolas (II.) de Neufville († 1553 oder kurz danach), Seigneur de Villeroy, dessen Sohn
- 1553–1598: Nicolas (III.) de Neufville (um 1526–1598), Seigneur de Villeroy et d’Alincourt, dessen Sohn
- 1598–1610: Nicolas (IV.) de Neufville, (wohl 1543–1617), Seigneur de Villeroy et d’Alincourt, dessen Sohn

## Marquis de Villeroy
- 1610–1617: Nicolas (IV.) de Villeroy (wohl 1543–1617), Marquis de Villeroy
- 1617–1642: Charles de Neufville (wohl 1566–1642), Marquis de Villeroy et d’Alincourt, dessen Sohn
- 1642–1651: Nicolas (V.) de Neufville (1598–1685), Marquis de Villeroy et d’Alincourt, dessen Sohn

## Ducs de Villeroy
- 1651–1675: Nicolas de Neufville (1598–1685), 1646 Marschall von Frankreich, Duc de Villeroy, Pair de France
- 1675–1694: François de Neufville (1644–1730), Duc de Villeroy, Pair de France, 1693 Marschall von Frankreich, dessen Sohn
- 1694–1734: Louis Nicolas de Neufville (1663–1734), Duc de Villeroy, 1696 Pair de France, dessen Sohn
- 1734–1766: Louis François Anne de Neufville (1695–1765), Duc de Villeroy, 1722 Pair de France, dessen Sohn
  - François Camille de Neufville de Villeroy (1700–1732), Marquis, dann Duc d’Alincourt, dessen Bruder
- 1766–1794: Gabriel Louis François de Neufville (1731–1794), Duc de Villeroy, Pair de France, dessen Sohn